# Талды (Каркаралинский район)
Талды (каз. Талды) — село в Каркаралинском районе Карагандинской области Казахстана. Административный центр Аманжоловского сельского округа. Код КАТО — 354837100.

## Население
В 1999 году население села составляло 1185 человек (586 мужчин и 599 женщин). По данным переписи 2009 года, в селе проживало 940 человек (469 мужчин и 471 женщина).